# Língua chami
Chamí Emberá ou. Chami é uma língua ameríndia] falada por cerca de 8 mil pessoas na Colômbia

## Fonologia

### Consoantes
|             |             | Bilabial | Alveolar | Palatal | Velar |
| ----------- | ----------- | -------- | -------- | ------- | ----- |
| Oclusiva    | plana       | p        | t        |         | k     |
| Oclusiva    | sonora      | b        | d        |         |       |
| Oclusiva    | implosiva   | ɓ        | ɗ        |         |       |
| Fricativa   | Fricativa   |          | s        |         | x     |
| Africada    | Africada    |          |          | t͡ʃ      |       |
| Nasal       | Nasal       | m        | n        |         |       |
| Líquida     | Líquida     |          | r, ɾ     |         |       |
| Aproximante | Aproximante | w        |          | j       |       |

### Vogais
|         | Anterior | Central | Posterior | Posterior |
| ------- | -------- | ------- | --------- | --------- |
| Fechada | i ĩ      |         | ɯ ɯ̃       | u ũ       |
| Medial  | e ẽ      |         | o õ       | o õ       |
| Aberta  |          | a ã     |           |           |

## Amostra de texto
Ẽbẽra beɗea chamí ɓɯ́turu ãyá beɗeakua nuré umada eɗá wãbarí laware. Maabae ãchi chiya unu nureasia kapurĩa imisiɗau ɓãara, mãu do Atrato wãrá benarã õme, mãu chi do ɓarrea ea wãpeɗa senea choromaɗá tae kuɓú, mãuɗe do San Juan wãrá benarã mãu chi dojurarã ara abau ruaɗe ya eaɓari panú.
Português
A fala Chamí é uma variação ou dialeto da língua Embera. Com a chegada dos espanhóis, os Embera já estavam distinguidos entre os do rio Atrato superior, que segue para o norte e deságua no Oceano Atlântico, e os do rio San Juan superior, que se dirige para o sul e esvazia no Oceano Pacífico. 

## Notes
1. ↑  Licht, Vélez, Carupia, Daniel A., Rubén G, Marcario P (2013). Karta ẽbẽra beɗea ɓɯ kawabiy ita / Manual de enseñanza y escritura ẽbẽra-chamí. [S.l.: s.n.]
2. ↑  Source: Karta ẽbẽra beɗea ɓɯ kawabiy ita-Manuel de enseñanza y escritura ẽbẽra-chamí  Escrita Ebera Chami]